# La Boissière-du-Doré
La Boissière-du-Doré (bretonsko Beuzid-an-Doured) je naselje in občina v francoskem departmaju Loire-Atlantique regije Loire. Leta 2012 je naselje imelo 958 prebivalcev.

## Geografija
Kraj leži v pokrajini Bretaniji na desnem bregu reke Divatte, 31 km vzhodno od Nantesa.

## Uprava
Občina La Boissière-du-Doré skupaj s sosednjimi občinami Barbechat, La Chapelle-Basse-Mer, La Chapelle-Heulin, Le Landreau, Le Loroux-Bottereau, Mouzillon, Le Pallet, La Regrippière, La Remaudière, Saint-Julien-de-Concelles in Vallet sestavlja marca 2015 ustanovljeni kanton Vallet; slednji se nahaja v okrožju Nantes.

## Zanimivosti
- cerkev sv. Petra in Pavla iz konca 19. stoletja,
- živalski vrt, ustanovljen leta 1984, se razteza na površini 20 hektarjev, je zatočišče za ogrožene živali.